# Asiatische Radsportmeisterschaften 2014
Die 34. Asiatischen Radsportmeisterschaften (34th Asian Cycling Championships) fanden vom 21. Mai bis 1. Juni 2014 in Astana und Karaganda, Kasachstan, statt. Veranstalter war die Asian Cycling Confederation (ACC). Gleichzeitig wurden die 21. Asiatischen Junioren-Radmeisterschaften durchgeführt.
Die Wettbewerbe im Bahnradsport fanden im Saryarka Velodrome statt.

## Resultate

### Bahnradsport

#### Männer

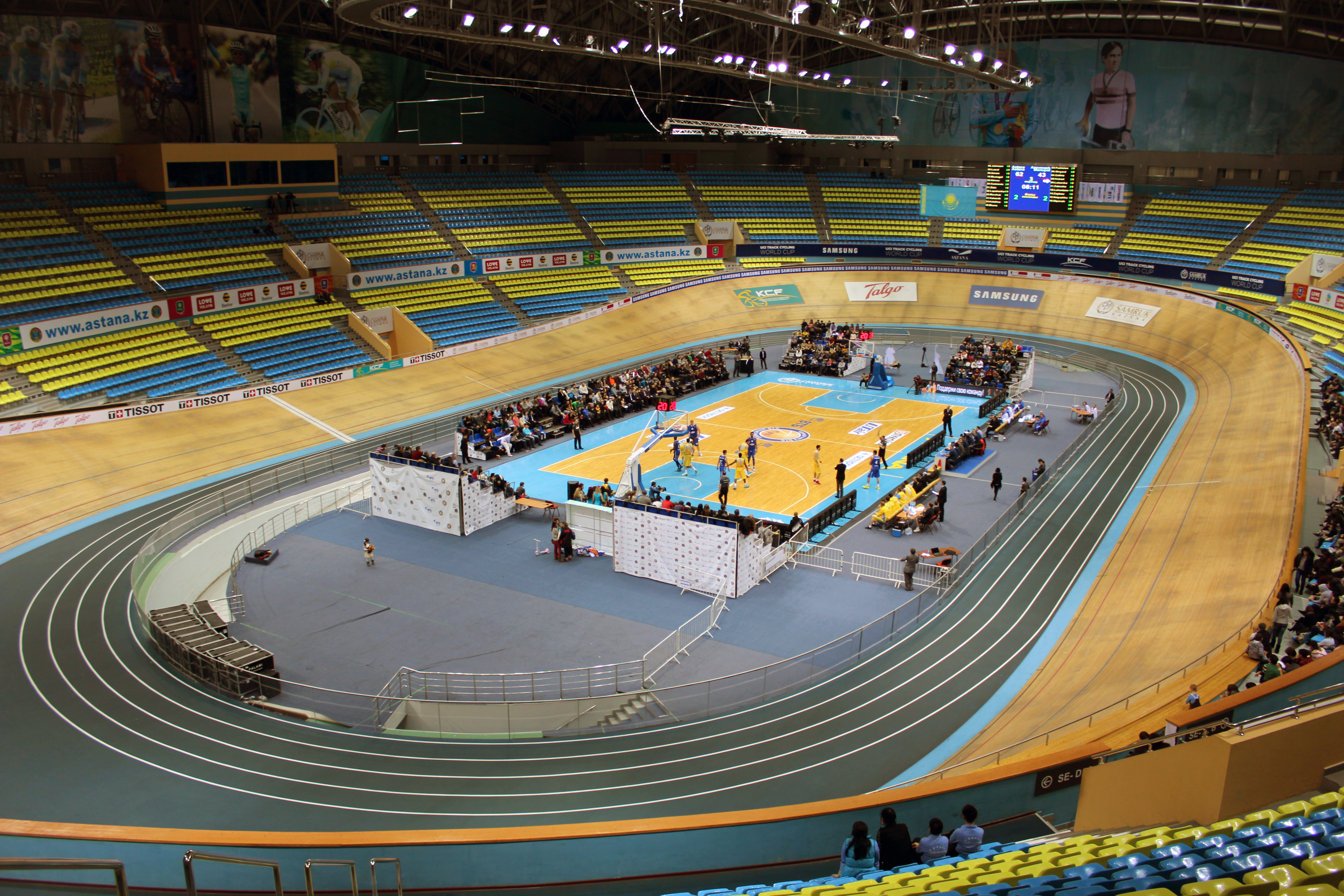
Die Wettbewerbe im Bahnradsport wurden im Saryarka Velodrome ausgetragen.

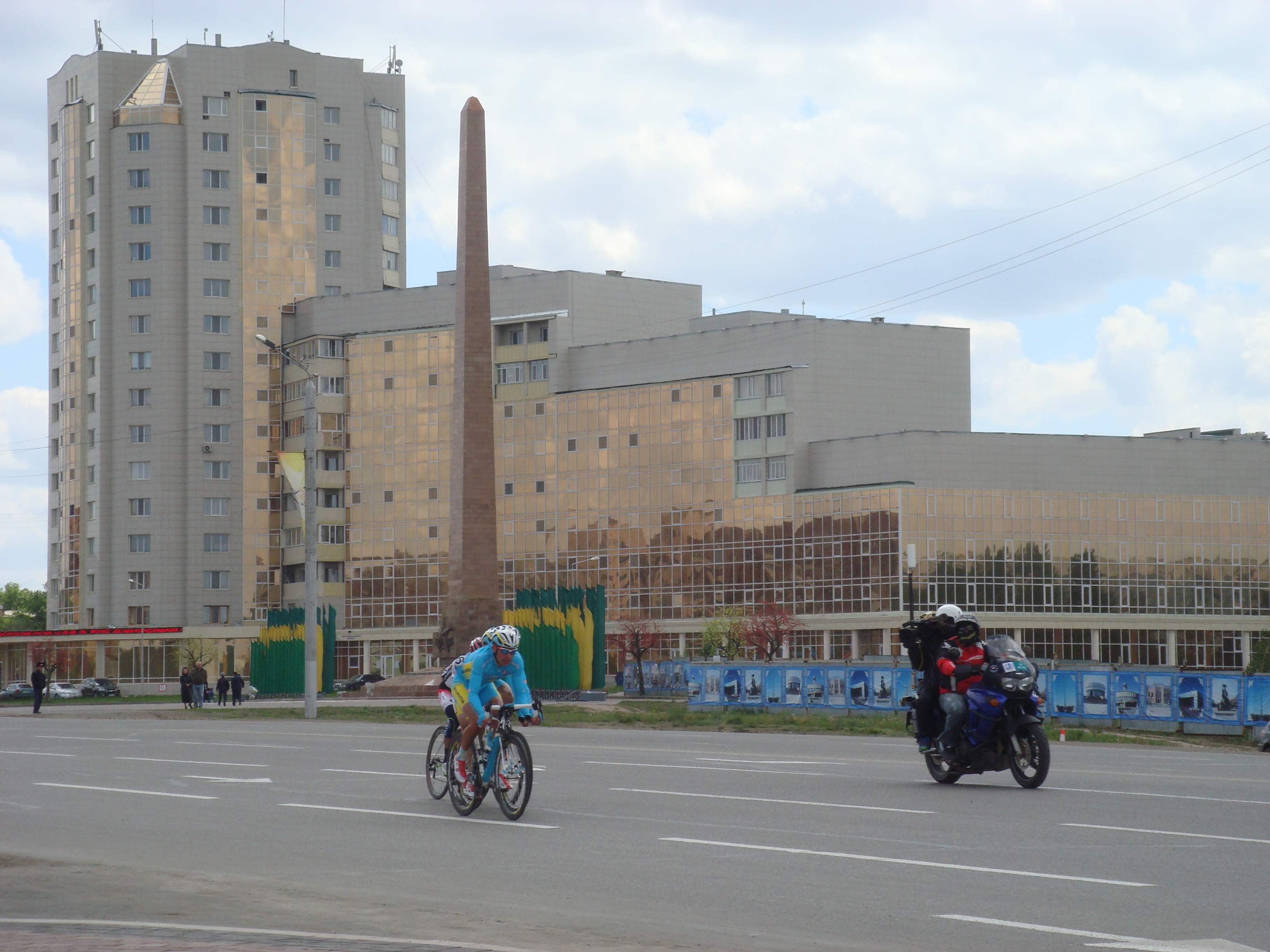
Asiatische Radsportmeisterschaften 2014 in der Karaganda

| Disziplin             | Platz | Land                | Athlet                                                      |
| --------------------- | ----- | ------------------- | ----------------------------------------------------------- |
| Sprint                | 1     | Malaysia            | Azizulhasni Awang                                           |
|                       | 2     | Japan               | Seiichirō Nakagawa                                          |
|                       | 3     | Südkorea            | Kang Dong-jin                                               |
| Teamsprint            | 1     | Südkorea            | Kang Dong-jin Im Chae-bin Son Je-yong                       |
|                       | 2     | Volksrepublik China | Hu Ke Xu Chao Bao Saifei                                    |
|                       | 3     | Japan               | Seiichirō Nakagawa Kazunari Watanabe Yudai Nitta            |
| Keirin                | 1     | Japan               | Yuta Wakimoto                                               |
|                       | 2     | Malaysia            | Azizulhasni Awang                                           |
|                       | 3     | Südkorea            | Im Chae-bin                                                 |
| Zeitfahren (1 km)     | 1     | Südkorea            | Im Chae-bin                                                 |
|                       | 2     | Japan               | Yuta Wakimoto                                               |
|                       | 3     | Hongkong            | Wu Lok Chun                                                 |
| Einerverfolgung       | 1     | Südkorea            | Lim Jae-yeon                                                |
|                       | 2     | Chinesisch Taipeh   | Yuan Zhong                                                  |
|                       | 3     | Iran                | Behnam Khalilikhosroshahi                                   |
| Mannschaftsverfolgung | 1     | Volksrepublik China | Tao Shi Zhong Yuan Chen Lu Qin Pingan Shen                  |
|                       | 2     | Hongkong            | Cheung King Wai Cheung King-lok Leung Chun-wing Lok Chun Wu |
|                       | 3     | Südkorea            | Jang Sun-jae Park Keon-woo Park Seon-ho Cho Ho-sung         |
| Scratch               | 1     | Südkorea            | Cho Ho-sung                                                 |
|                       | 2     | Iran                | Behnam Khalilikhosroshahi                                   |
|                       | 3     | Chinesisch Taipeh   | Chun Kai Feng                                               |
| Punktefahren          | 1     | Hongkong            | Cheung King-lok                                             |
|                       | 2     | Chinesisch Taipeh   | Chun Kai Feng                                               |
|                       | 3     | Iran                | Mohammad Rajablou                                           |
| Omnium                | 1     | Volksrepublik China | Liu Hao                                                     |
|                       | 2     | Japan               | Eiya Hashimoto                                              |
|                       | 3     | Hongkong            | Cheung King-lok                                             |
| Madison               | 1     | Hongkong            | Cheung King-lok Leung Chun-wing                             |
|                       | 2     | Kasachstan          | Nikita Panassenko Pavel Gatskiy                             |
|                       | 3     | Südkorea            | Jang Sun-jae Park Keon-woo                                  |

#### Frauen

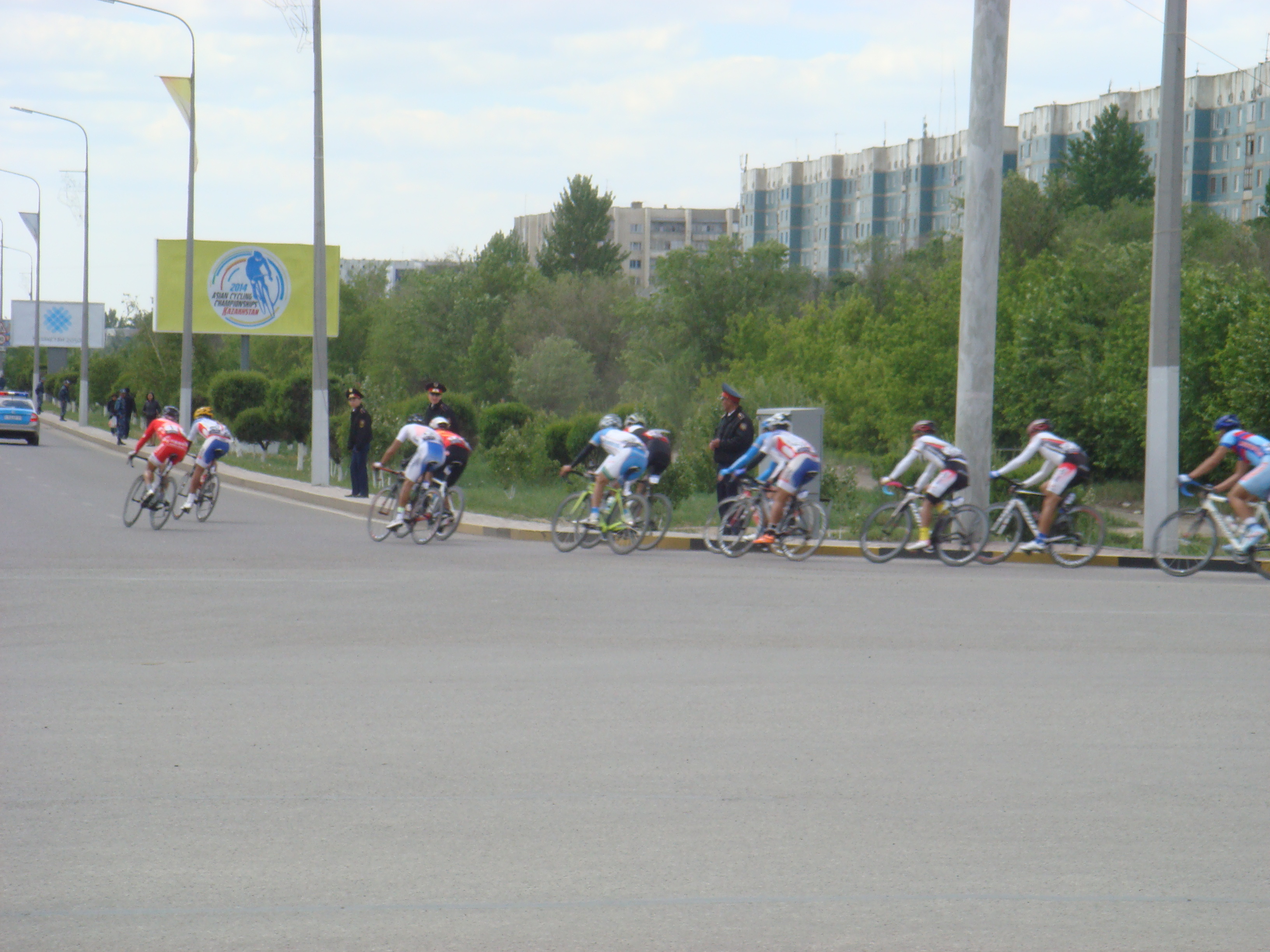
Asiatische Radsportmeisterschaften 2014 in der Karaganda

| Disziplin             | Platz | Land                | Athlet                                            |
| --------------------- | ----- | ------------------- | ------------------------------------------------- |
| Sprint                | 1     | Volksrepublik China | Lin Junhong                                       |
|                       | 2     | Volksrepublik China | Zhong Tianshi                                     |
|                       | 3     | Hongkong            | Lee Wai-sze                                       |
| Teamsprint            | 1     | Volksrepublik China | Lin Junhong Zhong Tianshi                         |
|                       | 2     | Südkorea            | Kim Won-gyeong Lee Hye-jin                        |
|                       | 3     | Japan               | Kayono Maeda Takako Ishii                         |
| Keirin                | 1     | Hongkong            | Lee Wai-sze                                       |
|                       | 2     | Südkorea            | Kim Won-gyeong                                    |
|                       | 3     | Volksrepublik China | Zhong Tianshi                                     |
| Zeitfahren (500 m)    | 1     | Hongkong            | Lee Wai-sze                                       |
|                       | 2     | Volksrepublik China | Shi Jingjing                                      |
|                       | 3     | Malaysia            | Fatehah Mustapa                                   |
| Einerverfolgung       | 1     | Volksrepublik China | Jing Yali                                         |
|                       | 2     | Hongkong            | Pang Yao                                          |
|                       | 3     | Südkorea            | Na Ah-reum                                        |
| Mannschaftsverfolgung | 1     | Volksrepublik China | Jing Yali Zhao Baofang Huang Dong Yan Jing Wenwen |
|                       | 2     | Südkorea            | Na Ah-reum You Ri Kim Lee Minhye Ju-Mi Lee        |
|                       | 3     | Hongkong            | Yang Qianyu Pang Yao Meng Zhao Juan Jamie Wong    |
| Scratch               | 1     | Volksrepublik China | Huang Dong Yan                                    |
|                       | 2     | Hongkong            | Yang Qianyu                                       |
|                       | 3     | Chinesisch Taipeh   | Tseng Hsiao-chia                                  |
| Punktefahren          | 1     | Japan               | Kisato Nakamura                                   |
|                       | 2     | Thailand            | Nontasin Chanpeng                                 |
|                       | 3     | Malaysia            | Jupha Somnet                                      |
|                       | 1     | Volksrepublik China | Luo Xiao Ling                                     |
|                       | 2     | Chinesisch Taipeh   | Hsiao Mei Yu                                      |
|                       | 3     | Südkorea            | Lee Minhye                                        |

### Straßenradsport

#### Männer
| Disziplin        | Platz | Land       | Athlet           |
| ---------------- | ----- | ---------- | ---------------- |
| Straßenrennen    | 1     | Kasachstan | Ruslan Tleubajew |
|                  | 2     | Iran       | Maxim Iglinski   |
|                  | 3     | Kasachstan | Dmitri Grusdew   |
| Einzelzeitfahren | 1     | Kasachstan | Dmitri Grusdew   |
|                  | 2     | Kasachstan | Eugen Wacker     |
|                  | 3     | Südkorea   | Choe Hyeong-min  |

#### Frauen
| Disziplin        | Platz | Land                | Athlet                            |
| ---------------- | ----- | ------------------- | --------------------------------- |
| Straßenrennen    | 1     | Chinesisch Taipeh   | Hsiao Mei-yu                      |
|                  | 2     | Volksrepublik China | Xiao Juan Diao                    |
|                  | 3     | Südkorea            | Gu Sun-geun                       |
| Einzelzeitfahren | 1     | Südkorea            | Na Ah-reum                        |
|                  | 2     | Japan               | Eri Yonamine                      |
|                  | 3     | Mongolei            | Tüwschindschargalyn Enchdschargal |

## Medaillenspiegel

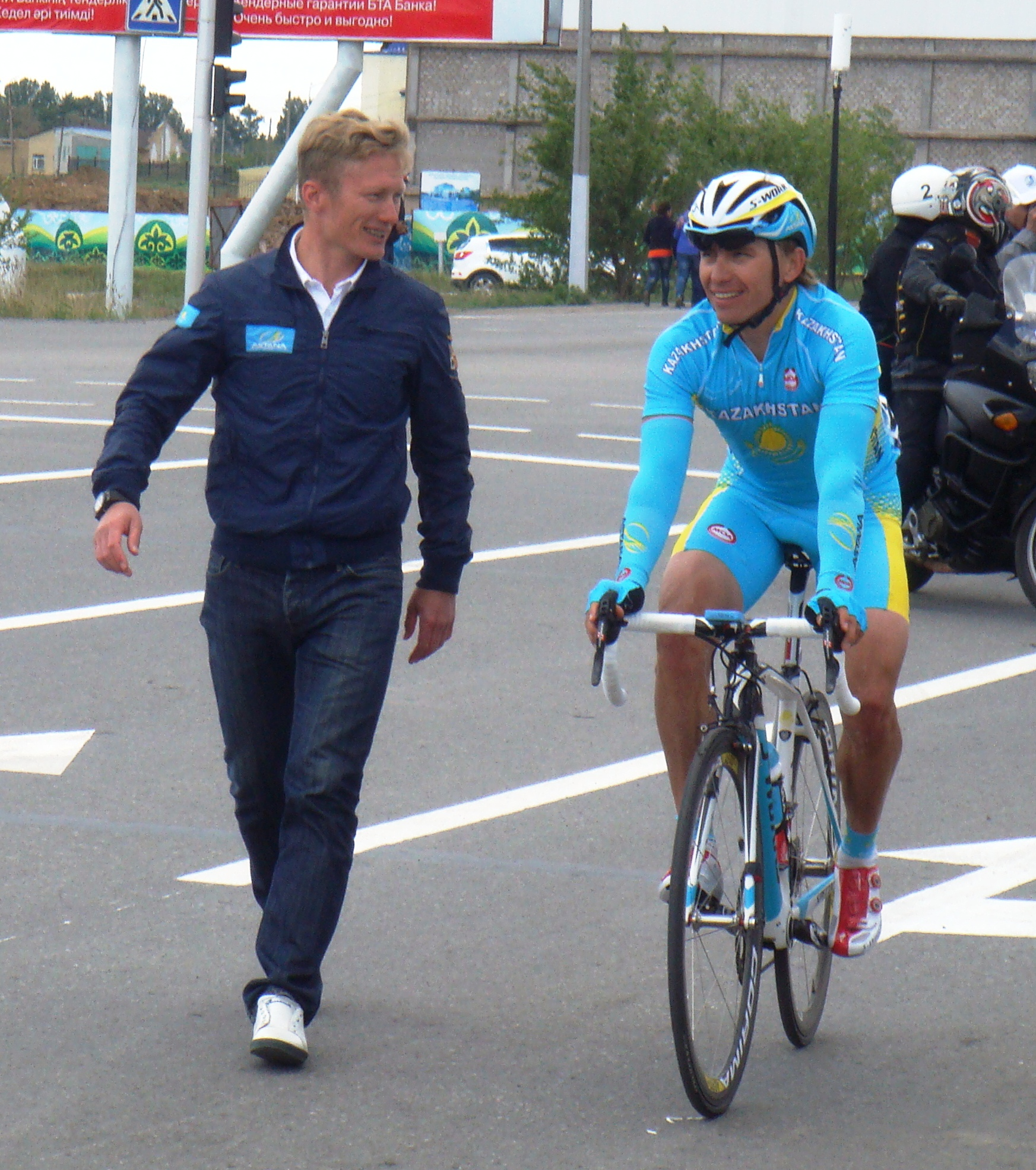
Alexander Winokurow (l.)

| Rang  | Land                | Gold | Silber | Bronze | Gesamt |
| ----- | ------------------- | ---- | ------ | ------ | ------ |
| 1     | Volksrepublik China | 8    | 3      | 1      | 12     |
| 2     | Südkorea            | 5    | 4      | 8      | 17     |
| 3     | Hongkong            | 4    | 3      | 4      | 11     |
| 4     | Japan               | 2    | 4      | 2      | 8      |
| 5     | Kasachstan          | 2    | 2      | 1      | 5      |
| 6     | Chinesisch Taipeh   | 1    | 3      | 2      | 6      |
| 7     | Malaysia            | 1    | 1      | 2      | 4      |
| 8     | Iran                | 0    | 1      | 2      | 3      |
| 9     | Kirgisistan         | 0    | 1      | 0      | 1      |
| 9     | Thailand            | 0    | 1      | 0      | 1      |
| 11    | Mongolei            | 0    | 0      | 1      | 1      |
| Total | Total               | 23   | 23     | 23     | 69     |